# Liste der Biografien/Rum
Liste der Biografien |
Portal Biografien |
Personensuche
# |
A |
B |
C |
D |
E |
F |
G |
H |
I |
J |
K |
L |
M |
N |
O |
P |
Q |
R |
S |
T |
U |
V |
W |
X |
Y |
Z |
?
 
Ra |
Rb |
Rd |
Re |
Rh |
Ri |
Rj |
Rk |
Rl |
Rm |
Rn |
Ro |
Rr |
Rs |
Rt |
Ru |
Rv |
Rw |
Rx |
Ry |
Rz
 
Rua |
Rub |
Ruc |
Rud |
Rue |
Ruf |
Rug |
Ruh |
Rui |
Ruj |
Ruk |
Rul |
Rum |
Run |
Ruo |
Rup |
Rur |
Rus |
Rut |
Ruu |
Ruv |
Ruw |
Rux |
Ruy |
Ruz
Die Liste der Biografien führt alle Personen auf, die in der deutschsprachigen Wikipedia einen Artikel haben. Dieses ist eine Teilliste mit 350 Einträgen von Personen, deren Namen mit den Buchstaben „Rum“ beginnt.

## Rum
- Rum Mehmed Pascha, osmanischer Großwesir
- Rum, Albert (1890–1970), deutscher SS-Unterscharführer im Vernichtungslager Treblinka

### Ruma
- Ruma, nabatäischer Steinmetz
- Rumac, Josip (* 1994), kroatischer Radsportler
- Ruman, Petr (* 1976), tschechischer Fußballspieler
- Ruman, Sig (1884–1967), deutschstämmiger Schauspieler in US-amerikanischen Filmen
- Ruman-Driečny, Ján († 1879), slowakischer Bergführer
- Rumänien, Margarita von (* 1949), rumänisch-schweizerische GeschäftsführerinMargarita von Rumänien (* 1949)

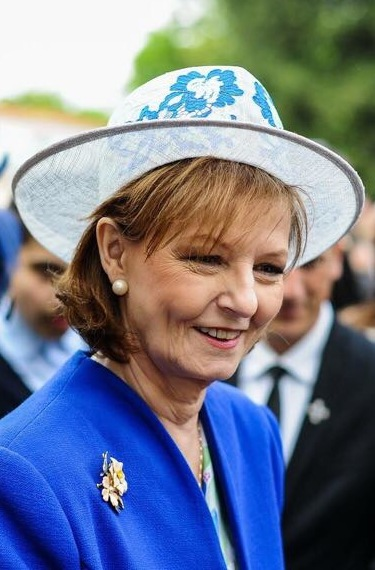
Margarita von Rumänien (* 1949)

- Rumann, August Heinrich (1788–1873), deutscher Verwaltungsbeamter und Politiker im Königreich Hannover
- Rumann, Ernst August (1746–1827), deutscher Jurist und Beamter
- Rumann, Hildebrand Giseler (1568–1631), deutscher Jurist und braunschweigischer Hofrat
- Rumann, Ján (1876–1925), slowakischer Jurist und Politiker
- Rumann, Wilhelm (1784–1857), Stadtdirektor von Hannover
- Rümann, Wilhelm (1881–1946), deutscher Konteradmiral im Zweiten Weltkrieg
- Rümann, Wilhelm von (1850–1906), deutscher Bildhauer und Medailleur
- Rumas, Sjarhej (* 1969), belarussischer Politiker und Wirtschaftswissenschaftler
- Rumazo González, José (1904–1995), ecuadorianischer Schriftsteller, Historiker, Paläograph und Diplomat

### Rumb
- Rumba, Alberts (1892–1962), lettischer Eisschnellläufer
- Rumback, Charles (* 1980), US-amerikanischer Jazz- und Improvisationsmusiker
- Rumbaka, Dionysius Hayom (* 1988), indonesischer Badmintonspieler
- Rumbauer, Martha (1862–1943), deutsche Schriftstellerin und Übersetzerin
- Rumbaugh, James (* 1947), amerikanischer Informatiker
- Rumbelow, Donald (* 1940), britischer Kriminalhistoriker
- Rumbenieks, Arnis (* 1988), lettischer Leichtathlet
- Rumberg, Bernd (* 1933), deutscher Physiker und Hochschullehrer
- Rumberg, Uwe (* 1958), deutscher Kommunalpolitiker (CDU)
- Rumbewas, Raema Lisa (1980–2024), indonesische Gewichtheberin
- Rumble, Chris (* 1990), US-amerikanisch-kanadischer Eishockeyspieler
- Rumble, Darren (* 1969), kanadischer Eishockeyspieler und -trainer
- Rumbler, Siegfried (1941–1997), deutscher Heimatforscher, Koordinator zur Erfassung historischer Grenzsteine in Hessen
- Rumbles, Mike (* 1956), schottischer Politiker
- Rumbo, Urani (1895–1936), albanische Feministin, Lehrerin und Dramatikerin
- Rumbold, Horace (1869–1941), britischer Diplomat
- Rumbolt, Courtney (* 1969), britischer Bobfahrer und Leichtathlet
- Rumbombe (* 1990), deutscher PartyschlagersängerRumbombe (* 1990)

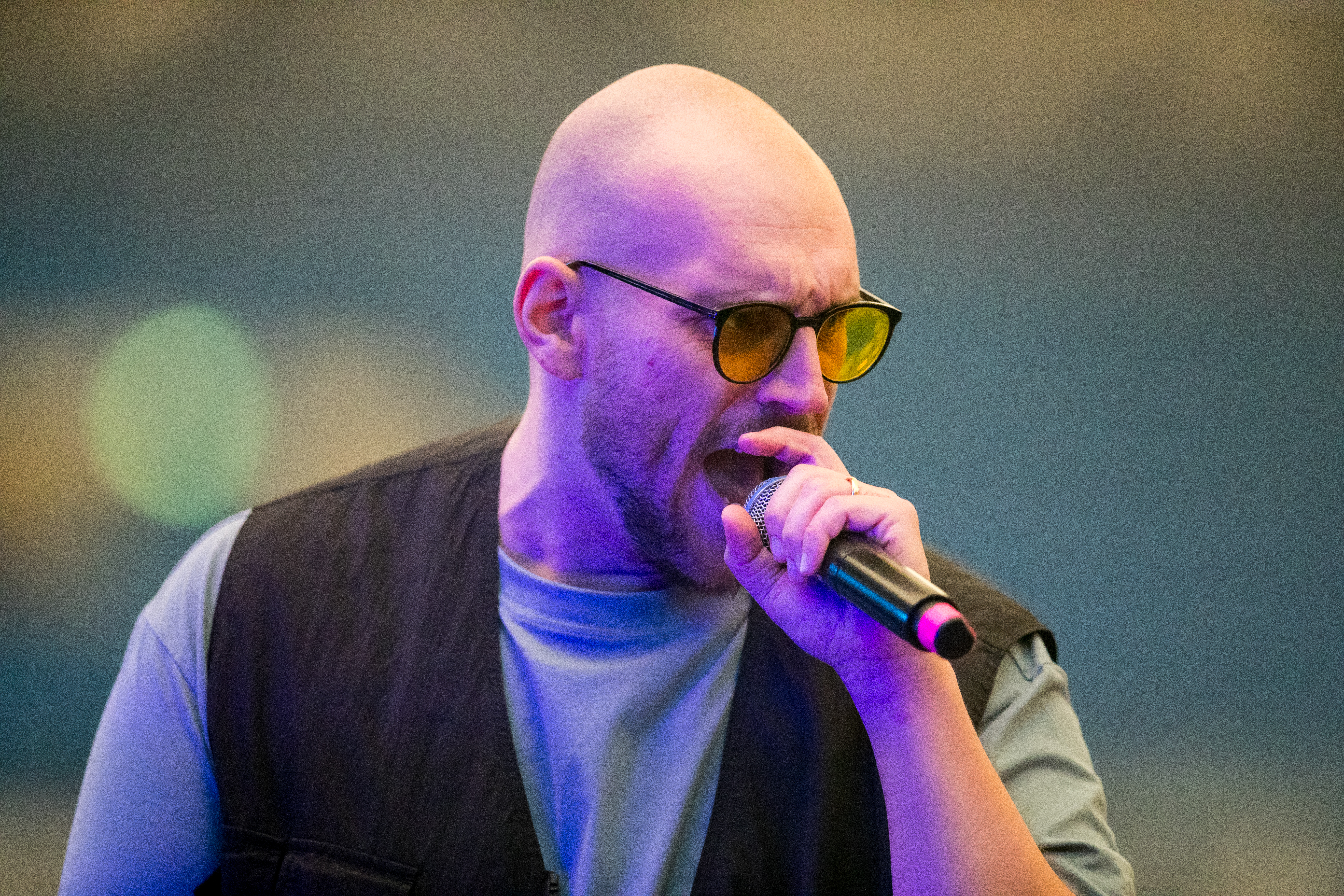
Rumbombe (* 1990)

### Rume
- Rumeau, Émile (1878–1943), französischer Sportschütze
- Rumeau, Malik (* 1977), französischer Drehbuchautor und Dramaturg
- Rumelant von Sachsen, mittelhochdeutscher Dichter von Sangsprüchen und Minneliedern
- Rumelhart, David (1942–2011), US-amerikanischer Psychologe und Kognitionswissenschaftler
- Rumelhart, Markus (* 1975), österreichischer Politiker (SPÖ), Landtagsabgeordneter und Bezirksvorsteher
- Rümelin, Alexander M. (* 1968), deutscher Drehbuchautor
- Rümelin, Burkhart (1916–2012), deutscher Ingenieur
- Rümelin, Christian Adolf (1839–1917), deutscher Politiker
- Rümelin, Dirk-Alexander (* 1962), deutscher Orthopäde und Autor
- Rümelin, Emil von (1846–1899), Stadtschultheiß von Stuttgart
- Rümelin, Ernst Gustav von (1785–1850), deutscher Politiker und Oberamtmann
- Rümelin, Eugen (1880–1947), deutscher Diplomat
- Rümelin, Gustav Friedrich Eugen (1848–1907), deutscher Rechtswissenschaftler
- Rümelin, Gustav von (1815–1889), deutscher Pädagoge, Statistiker und Politiker
- Rümelin, Hugo von (1851–1932), deutscher Bankier
- Rümelin, Johann Ulrich (1582–1670), deutscher Jurist und Hochschullehrer
- Rümelin, Karl Gustav (1814–1896), US-amerikanischer Politiker
- Rümelin, Martin (1586–1626), deutscher Rechtswissenschaftler
- Rümelin, Max von (1861–1931), deutscher Jurist und Professor
- Rümelin, Richard (1818–1880), deutscher Bankier
- Rümelin, Theodor (1877–1920), deutscher Ingenieur
- Rümelin-Oesterlen, Natalie von (1853–1912), deutsche Frauenrechtlerin, Schriftstellerin und Übersetzerin
- Rumelt, Richard P. (* 1942), amerikanischer Hochschullehrer und Strategie-Theoretiker
- Rumely, Robert (* 1952), US-amerikanischer Mathematiker
- Rümenapp, Henning (* 1976), deutscher Gitarrist und MusikproduzentHenning Rümenapp (* 1976)

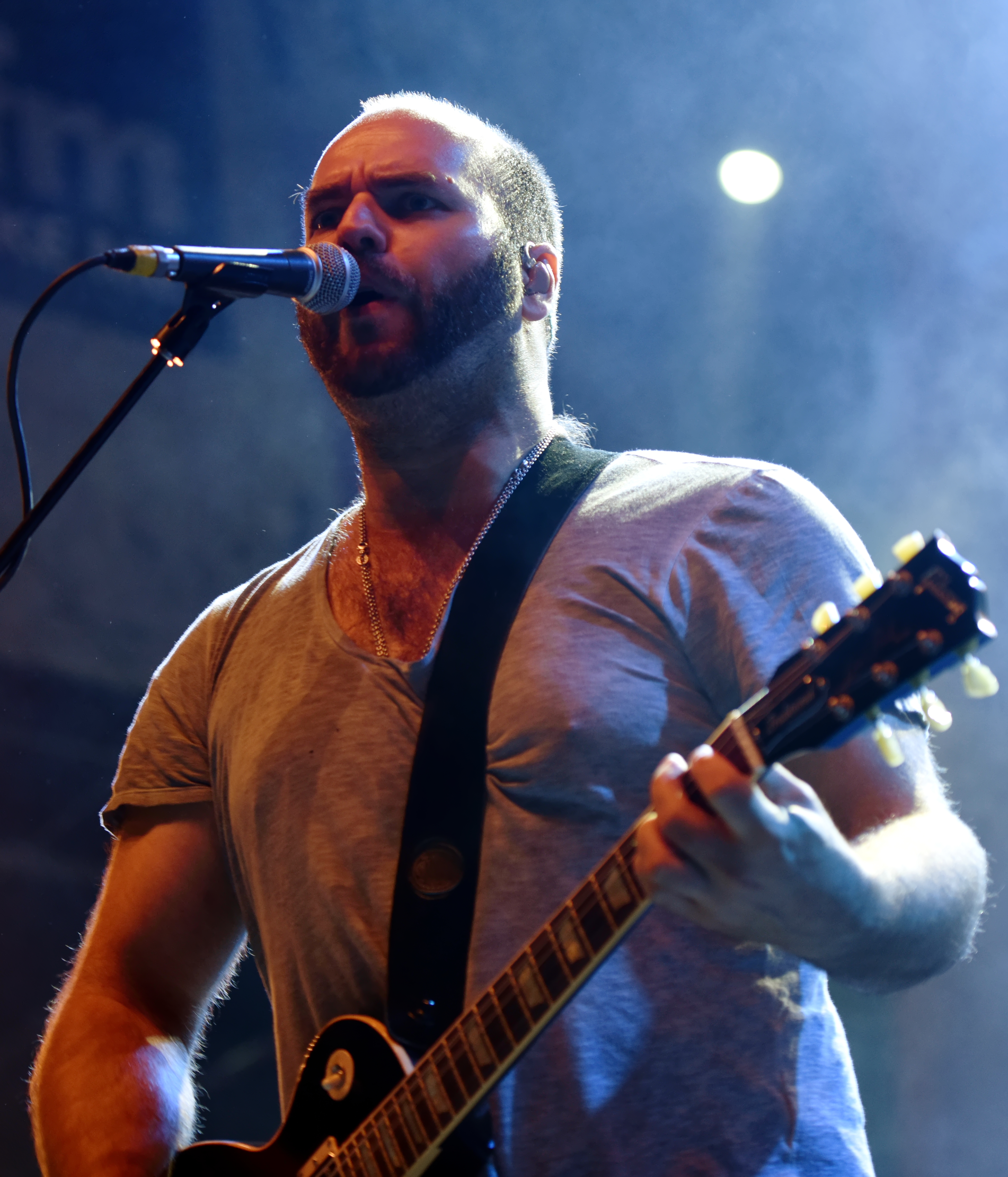
Henning Rümenapp (* 1976)

- Rumeo, Salvatore (* 1966), italienischer Geistlicher und römisch-katholischer Bischof von Noto
- Rumer (* 1979), britische Singer-Songwriterin
- Rumer, Juri Borissowitsch (1901–1985), russischer Physiker und Hochschullehrer
- Rumer, Simon (* 2001), österreichischer Fußballspieler
- Rumeschottel, Johann, Baumeister
- Rumetruda, Tochter des Tato
- Rumetsch, Aenne (1908–1982), deutsche Kommunalpolitikerin
- Rumetsch, Rudolf (1921–1998), deutscher Verwaltungsjurist, Landrat und Ministerialbeamter
- Rúmetz, Paolo, italienischer Opernsänger der Stimmlage Bariton
- Rumey, Fritz (1891–1918), deutscher Jagdpilot
- Rümeysa, Kadak (* 1996), türkische Politikerin

### Rumf
- Rumford, Brett (* 1977), australischer Golfsportler
- Rumford, Kennerley (1870–1957), englischer Sänger (Bariton) und Gesangspädagoge

### Rumg
- Rumgay, Gavin (* 1984), schottischer Tischtennisspieler

### Rumh
- Rumhold († 941), Bischof von Münster (922–941)

### Rumi
- Rumi (1207–1273), islamischer Mystiker, Begründer des Mevlevi-Derwisch-OrdensRumi (1207–1273)

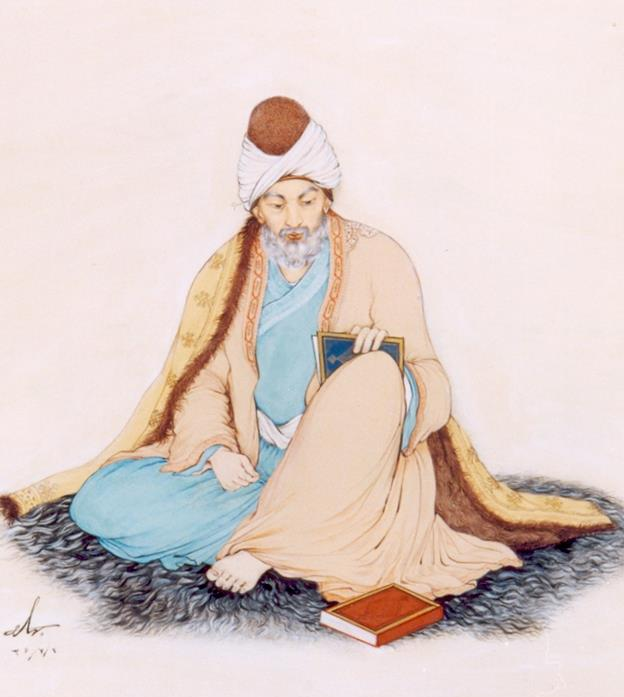
Rumi (1207–1273)

- Rumi, Gabriele (1939–2001), italienischer Unternehmer und Motorsport-Teamchef
- Rumi, Rodrigo (* 1993), argentinischer Schauspieler und Sänger
- Rumiancev, Boris (1936–2017), litauischer Schachspieler
- Rumianek, Ryszard (1947–2010), polnischer Theologe und Universitätspräsident
- Rumilly, France (* 1939), französische SchauspielerinFrance Rumilly (* 1939)

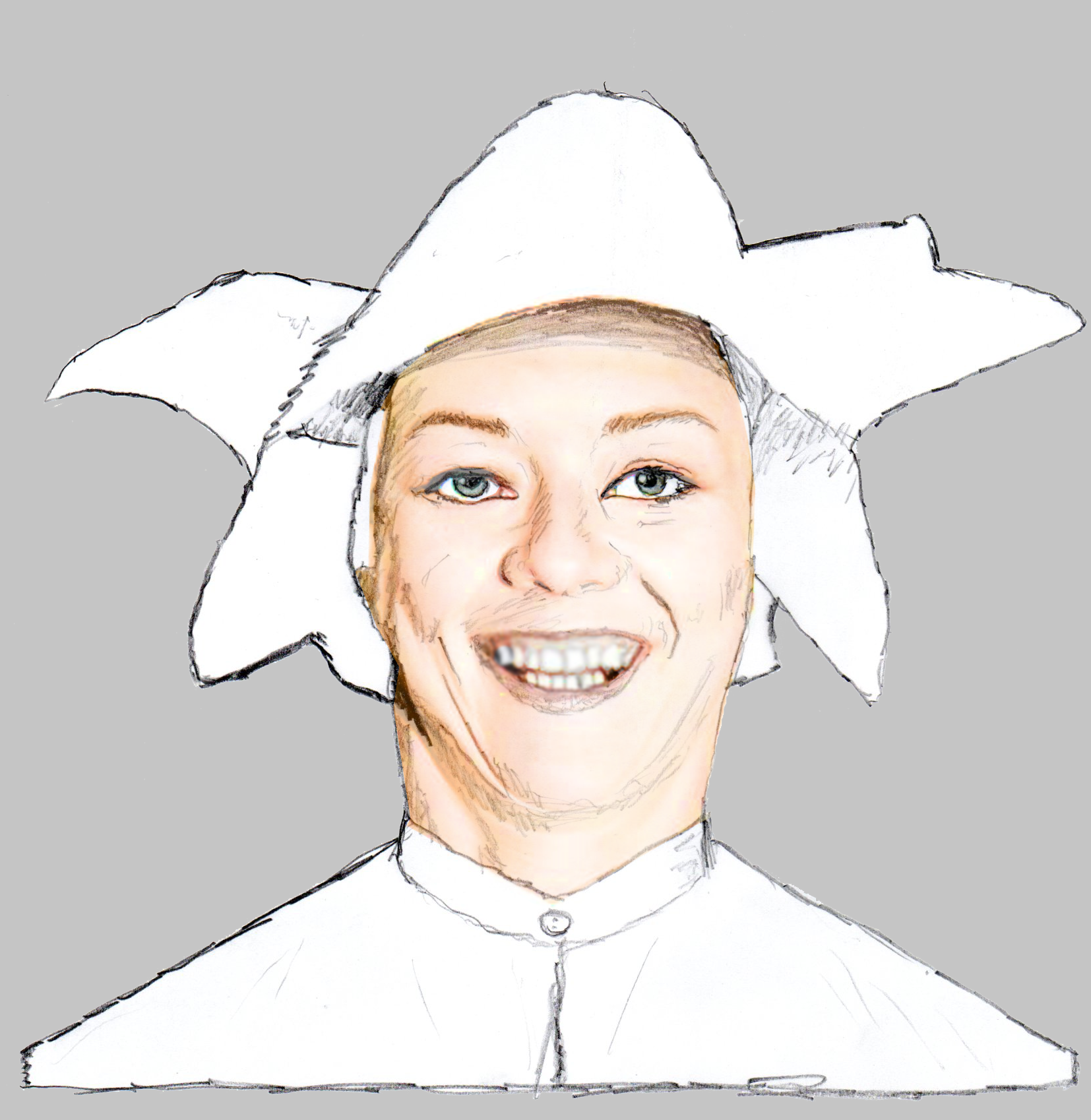
France Rumilly (* 1939)

- Rumin, Ursula (1923–2017), deutsche Journalistin und Autorin
- Rumiñahui († 1535), Inka-Heerführer unter Atahualpa
- Rumine, Gabriel de (1841–1871), russisch-schweizerischer Bauingenieur
- Rumiński, Bolesław (1907–1971), polnischer Politiker, Mitglied des Sejm (PZPR), Minister
- Ruminski, César (1924–2009), französischer Fußballspieler
- Ruminsky, Mario (* 1997), deutscher Handballspieler
- Rumiz, Paolo (* 1947), italienischer Journalist und Schriftsteller

### Rumj
- Rumjanowa, Klara Michailowna (1929–2004), sowjetische und russische Sängerin und Filmschauspielerin
- Rumjanzew, Alexander Iwanowitsch (1680–1749), russischer General
- Rumjanzew, Alexander Wadimowitsch (* 1986), russischer Eisschnellläufer
- Rumjanzew, Alexei Matwejewitsch (1905–1993), sowjetischer Ökonom und Soziologe
- Rumjanzew, Nikolai Petrowitsch (1754–1826), russischer ReichskanzlerNikolai Petrowitsch Rumjanzew (1754–1826)

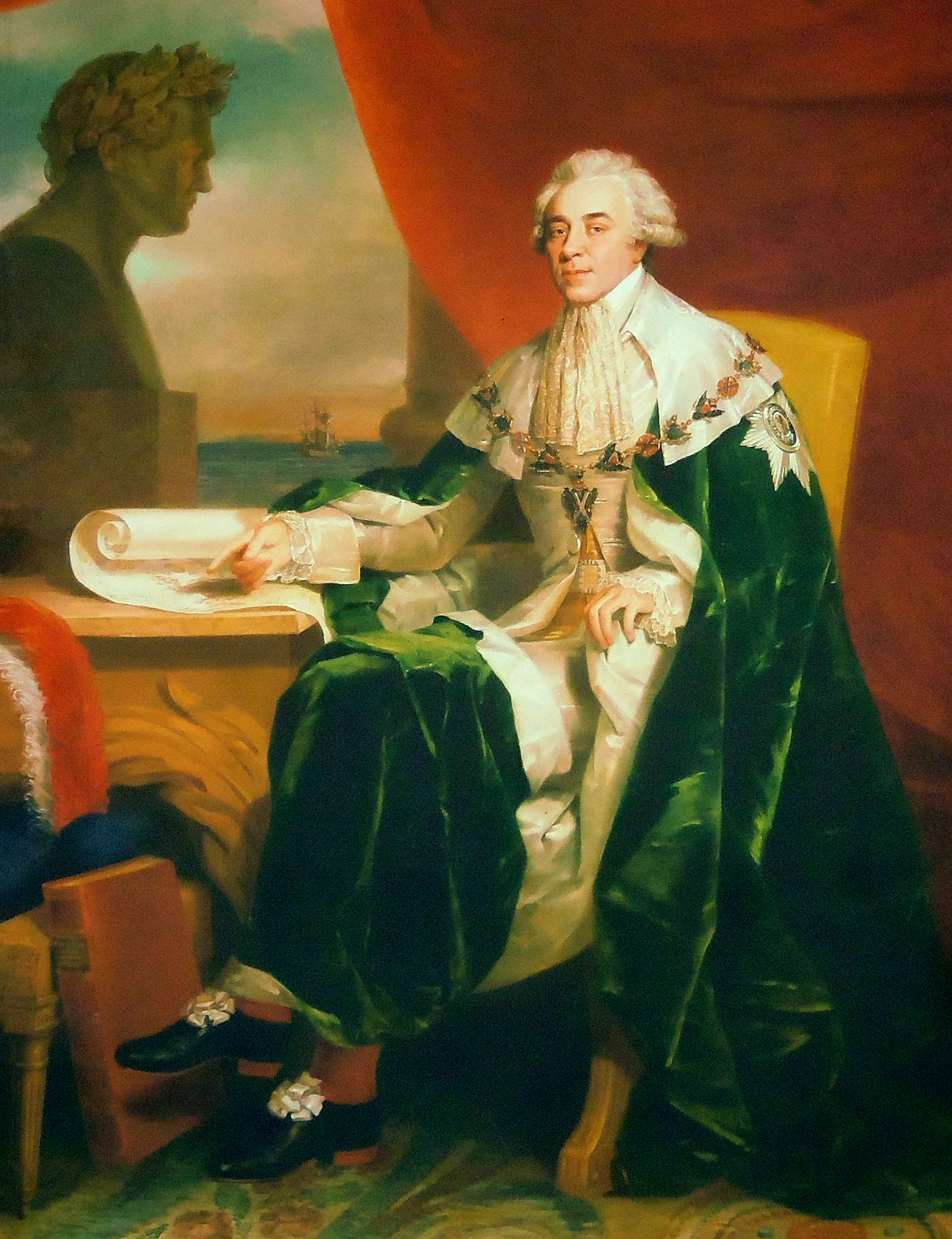
Nikolai Petrowitsch Rumjanzew (1754–1826)

- Rumjanzew, Walentin Witaljewitsch (1921–2007), sowjetischer Mathematiker und Mechanik-Experte
- Rumjanzew-Sadunaiski, Pjotr Alexandrowitsch (1725–1796), russischer Feldmarschall
- Rumjanzewa, Marija Andrejewna (1699–1788), russische Adlige, Oberhofmeisterin und Mätresse Zar Peters I.
- Rumjanzewa, Marina (* 1958), Schweizer Journalistin sowie Buch- und Filmautorin

### Rumk
- Rümker, Arnold von (1895–1944), deutscher Landwirt
- Rümker, Arnold von (1942–2023), deutscher Agrarökonom und Verbandsfunktionär, Präsident der Johanniter-Unfall-Hilfe
- Rümker, Carl († 1862), deutscher Astronom
- Rümker, George (1832–1900), deutscher Astronom und zweiter Direktor der Hamburger Sternwarte
- Rümker, Kurt von (1859–1940), deutscher Agrarwissenschaftler
- Rumkowski, Chaim (1877–1944), polnischer Jude, ab Oktober 1939 Vorsitzender des Judenrates im Ghetto Litzmannstadt

### Ruml
- Ruml, Felix (* 1993), deutscher Fußballtorhüter
- Ruml, Jan (* 1953), tschechischer Politiker, ehemaliger Innenminister, Mitglied des Abgeordnetenhauses, Senator
- Rumler, Andrea (* 1963), deutsche Ökonomin
- Rumler, Andreas (* 1955), deutscher Autor und Journalist
- Rumler, Ben Andrews (* 1999), deutscher Schauspieler
- Rumler, Fritz (1932–2002), deutscher Zeitungsjournalist und Buchautor
- Rumler, Robin (* 1963), österreichischer Pharmamanager
- Rumler-Detzel, Pia (* 1934), deutsche Juristin
- Rumler-Siuchniński, Friedrich (1884–1953), Maler, Grafiker und Kunstgewerbler
- Rumling, Sigismund von († 1825), deutscher Komponist und Intendant

### Rumm
- Rumm, August (1888–1950), deutscher Bildnis-, Figuren- und Landschaftsmaler und Lithograph
- Rummage, Bob, US-amerikanischer Jazzmusiker
- Rummel, Alois (1922–2013), deutscher Journalist und Publizist
- Rummel, Anton Peter von (1771–1863), württembergischer Regierungspräsident
- Rummel, Christian (1787–1849), deutscher Musikpädagoge, Pianist, Komponist, Clarinettist, Vionilist
- Rummel, Christoph (1881–1961), deutscher Architekt
- Rummel, Elizabeth (1897–1980), deutsch-kanadische Umweltschützerin
- Rummel, Ernst Heinrich (1805–1872), deutscher Jurist und Politiker
- Rummel, Florian (* 1980), deutscher Schauspieler
- Rummel, Franz Ferdinand von (1644–1716), Fürstbischof der Diözese Wien
- Rummel, Friedrich August von (1772–1856), preußischer General der Infanterie
- Rummel, Friedrich von (1910–2002), deutscher Diplomat, Historiker und Publizist
- Rummel, Fritz (1936–2019), deutscher Geophysiker
- Rummel, Gerhard (1944–2024), deutscher römisch-katholischer Theologe und Hochschullehrer
- Rummel, Hans (1872–1952), deutscher Architekt
- Rummel, Henrik (* 1987), US-amerikanischer Ruderer
- Rummel, Jack (1939–2025), US-amerikanischer Jazzmusiker (Piano) und Komponist
- Rummel, Joseph (1876–1964), US-amerikanischer Geistlicher, römisch-katholischer Erzbischof von New Orleans
- Rummel, Kurt (1878–1953), deutscher Ingenieur
- Rummel, Manfred (1938–2017), deutscher Fußballspieler und Trainer
- Rummel, Markus Norwin (* 1990), deutscher Musikproduzent, Arrangeur und Komponist
- Rummel, Martin (* 1974), österreichischer Cellist und KulturmanagerMartin Rummel (* 1974)

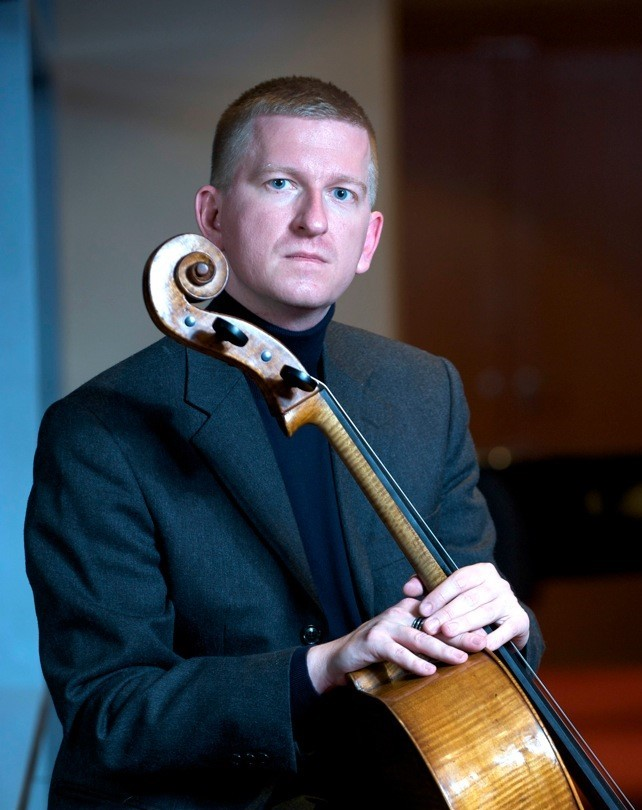
Martin Rummel (* 1974)

- Rummel, Nikolaus d. Ä. († 1794), altösterreichischer Orgelbauer
- Rummel, Nikolaus d. J. (1745–1839), altösterreichischer Orgelbauer
- Rummel, Oskar (1921–2002), deutscher Politiker (SPD), MdL
- Rummel, Peter (* 1850), Bildhauer in Wien
- Rummel, Peter (1927–2014), deutscher römisch-katholischer Theologe
- Rummel, Peter (* 1940), österreichischer Jurist
- Rummel, Philipp von (* 1975), deutscher Archäologe
- Rummel, Reiner (* 1945), deutscher Geodät, Professor für Astronomische und Physikalische Geodäsie
- Rummel, Rudolph Joseph (1932–2014), US-amerikanischer PolitikwissenschaftlerRudolph Joseph Rummel (1932–2014)

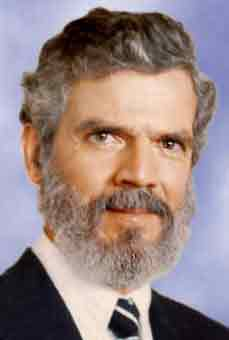
Rudolph Joseph Rummel (1932–2014)

- Rummel, Simon (* 1978), deutscher Musiker, Klangkünstler und Komponist
- Rummel, Walter (1921–2015), deutscher Arzt und Pharmakologe
- Rummel, Walter Morse (1887–1953), deutscher und US-amerikanischer Pianist und Komponist
- Rummel, Walter von (1873–1953), deutscher Romancier
- Rümmele, Elmar (1927–2008), österreichischer Politiker (ÖVP), Landtagsabgeordneter
- Rümmele, Karl (1859–1942), deutscher Bahnbauingenieur bei den Badischen Staatseisenbahnen
- Rümmele, Oskar (1890–1975), deutscher Gewerkschafter und Politiker (CDU), MdB
- Rümmele, Wolfgang (1946–2019), österreichischer Politiker (ÖVP), Bürgermeister von Dornbirn
- Rümmelein, Bernd (* 1966), deutscher Fantasy-Autor
- Rümmelein, Fritz (1895–1918), deutscher Offizier im Ersten Weltkrieg
- Rümmelein, Paulina (* 1998), deutsche Schauspielerin, Synchron- und Hörspielsprecherin
- Rummelhardt, Karl (1872–1930), österreichischer Politiker (CS), Stadtrat in Wien
- Rümmeli, Dieter (* 1942), deutscher Kaufmann
- Rummelsnuff (* 1966), deutscher Musiker und Texter
- Rummelspacher, Joseph (1852–1921), deutscher Landschaftsmaler
- Rummenhöller, Peter (1936–2023), deutscher Musikwissenschaftler und Pianist
- Rummenigge, Karl-Heinz (* 1955), deutscher Fußballspieler und Vorstandsvorsitzender des FC Bayern MünchenKarl-Heinz Rummenigge (* 1955)

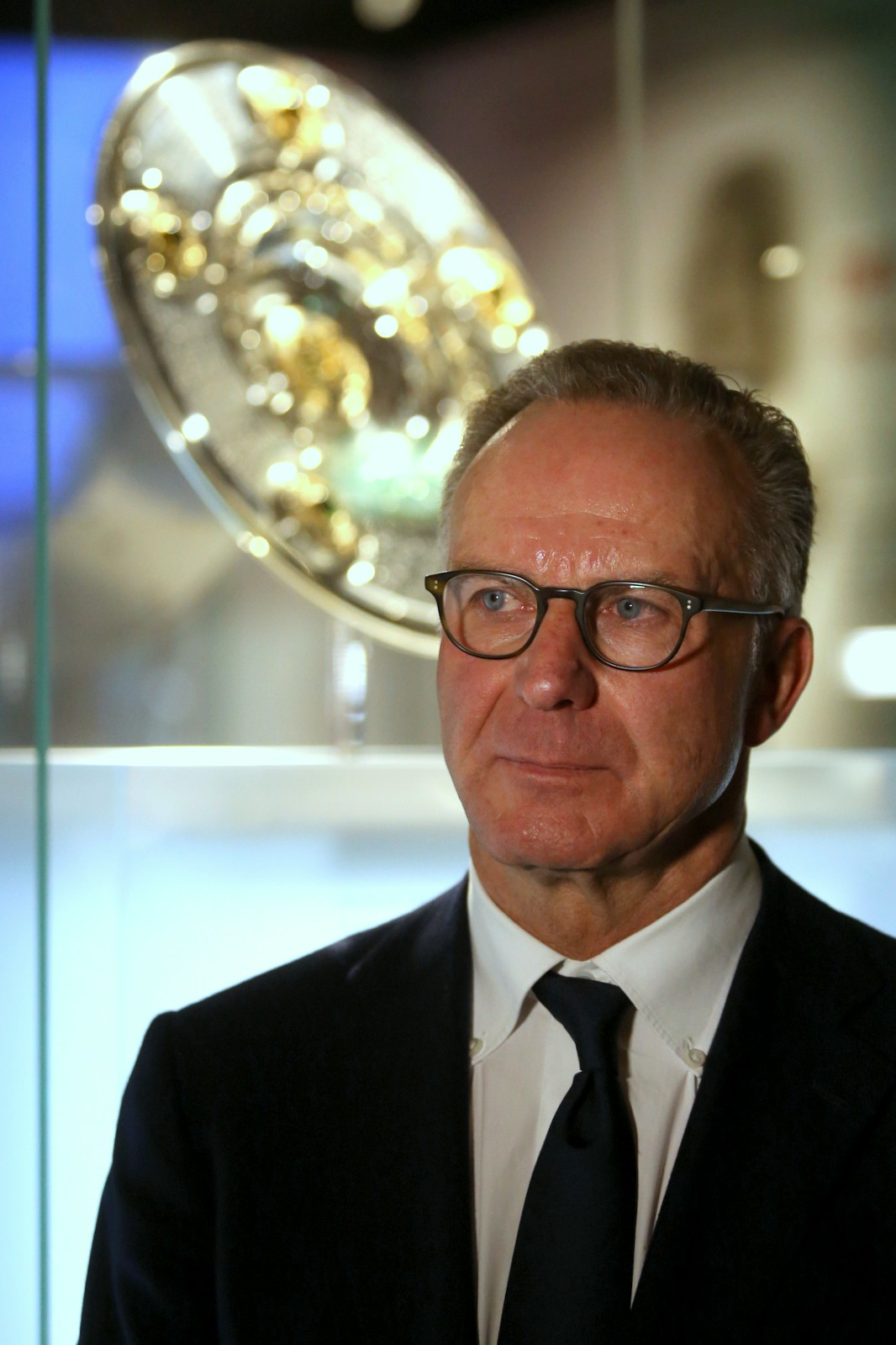
Karl-Heinz Rummenigge (* 1955)

- Rummenigge, Michael (* 1964), deutscher Fußballspieler
- Rummenigge, Wolfgang (* 1951), deutscher Fußballspieler und Unternehmer
- Rummeny, Karl Heinz (1956–2022), deutscher Künstler, Kurator, Autor und Kunstpädagoge
- Rummer, Hans (1880–1945), deutscher Bergmann und Bürgermeister
- Rummer, Johann Michael (1747–1821), deutscher Kunsthandwerker, Intarsienkünstler
- Rummer, Ralf (* 1962), deutscher Psychologe
- Rümmler, Bert (* 1961), deutscher Fußballspieler
- Rümmler, Erich (1930–2006), deutscher Geheimdienstler, Leiter der Arbeitsgruppe des Ministers für Staatssicherheit
- Rummler, Georg (* 1896), deutscher Unternehmer
- Rümmler, Kurt (1911–1958), deutscher MfS-Mitarbeiter, Leiter der Bezirksverwaltung Leipzig des Ministeriums für Staatssicherheit
- Rümmler, Rainer G. (1929–2004), deutscher Architekt und Baubeamter
- Rummo, Jaan (1897–1960), estnischer Publizist und Journalist
- Rummo, Paul (1909–1981), estnischer Schriftsteller
- Rummo, Paul-Eerik (* 1942), estnischer Dichter und Politiker, Mitglied des Riigikogu
- Rummolo, Davide (* 1977), italienischer Schwimmer
- Rummukainen, Mark (* 1982), australischer Eishockeyspieler

### Rumn
- Rumney, Jay (1905–1957), britischer Soziologe und Kriminologe
- Rumney, Ralph (1934–2002), englischer Künstler
- Rumniak, Sebastian (* 1985), polnischer Handballspieler

### Rumo
- Rumo von Ramstein, Abt und Bibliothekar des Klosters St. Gallen
- Rumohr, August von (1851–1914), deutscher Offizier, Rittergutsbesitzer, Hofbeamter und Parlamentarier
- Rumohr, Carl Friedrich von (1785–1843), deutscher Kunsthistoriker, Schriftsteller und Gastrosoph
- Rumohr, Cay Wilhelm Georg von (1797–1879), schleswig-holsteinischer Verwaltungsjurist und Gutsbesitzer
- Rumohr, Charlotte von (1889–1978), deutsche Malerin und Äbtissin
- Rumohr, Christian August (1784–1839), schleswig-holsteinischer Gutsbesitzer und Mitglied der Schleswigschen Ständeversammlung
- Rumohr, Christian August von (1809–1846), schleswig-holsteinischer Verwaltungsjurist, Gutsbesitzer und Mitglied der Schleswigschen Ständeversammlung
- Rumohr, Detlef von (1634–1678), deutsch-dänischer Gutsherr und Offizier in braunschweigisch-lüneburgischen und in dänischen Diensten
- Rumohr, Detlev von (1908–1961), deutscher Offizier, zuletzt Brigadegeneral der Bundeswehr
- Rumohr, Friedrich Henning Adolf von (1790–1833), schleswig-holsteinischer Verwaltungsjurist
- Rumohr, Friedrich von (1723–1765), deutscher Domherr
- Rumohr, Hans von (1675–1719), Landrat im Herzogtum Schleswig und Holstein.
- Rumohr, Henning Benedikt von (1717–1777), deutscher Domherr und Staatsminister des Fürstbistums Lübeck in der Großfürstlichen Zeit
- Rumohr, Henning von (1904–1984), deutscher Verwaltungsbeamter, Rittergutsbesitzer und Schriftsteller
- Rumohr, Joachim (1910–1945), deutscher SS-Brigadeführer und Generalmajor der Waffen-SSJoachim Rumohr (1910–1945)

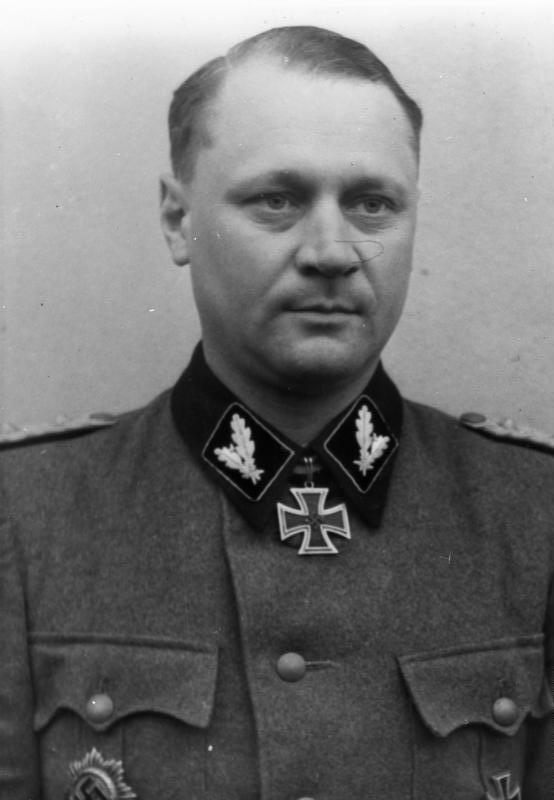
Joachim Rumohr (1910–1945)

- Rumohr, Karine von (* 1977), deutsche Klosterpriorin
- Rumohr, Karl von (1900–1967), deutscher Verwaltungsbeamter, Landrat von Wittgenstein, Präsident des Bundesverwaltungsamtes
- Rumohr, Theodor Vilhelm (1807–1884), dänischer Romanschriftsteller
- Rumohr, Wulf Henning Ernst Wilhelm von (1814–1862), schleswig-holsteinischer Gutsbesitzer und Politiker
- Rumold von Konstanz († 1069), Bischof von Konstanz (1051–1069)
- Rumold von Mecheln, legendärer Missionar und Heiliger, Schutzpatron der Stadt Mecheln
- Rumor, Jürgen (* 1945), deutscher Fußballspieler
- Rumor, Mariano (1915–1990), italienischer Politiker, Mitglied der Camera dei deputati, MdEP
- Rumor, Sebastiano (1862–1929), italienischer Priester und Landeshistoriker
- Rumovi, Germaine (1903–1967), österreichische Schauspielerin
- Rumowski, Stepan Jakowlewitsch (1734–1812), russischer Astronom, Mathematiker und Hochschullehrer

### Rump
- Rump zu Crange, Franz Karl von, Domherr in Münster
- Rump, Aloys (* 1949), deutscher Künstler
- Rump, Bernd (* 1947), deutscher Theatermacher, Lyriker und Autor
- Rump, Carsten (* 1981), deutscher FußballspielerCarsten Rump (* 1981)

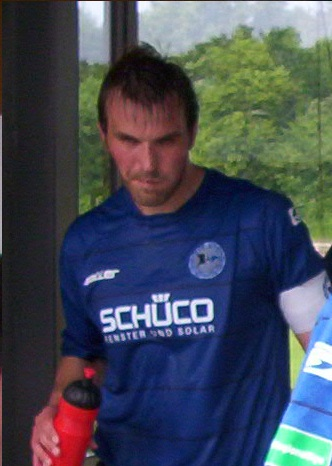
Carsten Rump (* 1981)

- Rump, Daniela (* 1996), deutsche Politikerin (SPD)
- Rump, Ernst (1872–1921), Hamburger Kaufmann, Kunstsammler und -mäzen
- Rump, Gerhard Charles (1947–2020), deutscher Galerist, Kurator, Kunsthistoriker
- Rump, Heinrich, deutscher Architekt
- Rump, Heinrich (1768–1837), deutscher Pädagoge und Bremer Stadtbibliothekar
- Rump, Joachim (1686–1749), Kaufmann und Ratsherr der Hansestadt Lübeck
- Rump, Johann (1871–1941), deutscher protestantischer Geistlicher und Schriftsteller
- Rump, Jutta (* 1965), Beschäftigungsforscherin und Hochschullehrerin
- Rump, Manfred (1941–2016), deutscher Fußballspieler
- Rump, Martin (* 1996), estnischer Autorennfahrer
- Rump, Walther (1878–1965), deutscher Medizinphysiker und Hochschullehrer
- Rumpe, Bernhard (* 1967), deutscher Informatiker
- Rumpe, Johann Caspar (1748–1833), deutscher Unternehmer und Bürgermeister
- Rumpe, Robert (1857–1939), deutscher Arzt und Standespolitiker
- Rumpel, Erich (1930–2017), deutscher Gewerkschaftsfunktionär, Abgeordneter der Hamburger Bürgerschaft
- Rumpel, Georg Friedrich († 1729), Arzt und Physikus in Weimar
- Rumpel, Gustav (1844–1904), deutscher Architekt
- Rumpel, Hermann Ernst (1734–1794), deutscher Jurist, Bibliothekar, Schulleiter und Hochschullehrer
- Rumpel, Hubert (1922–2010), deutscher Historiker
- Rumpel, Jakub (* 1987), slowakischer Eishockeyspieler
- Rumpel, Johann Heinrich (1650–1699), deutscher Dichter und Pfarrer
- Rumpel, Karl (1867–1939), deutscher Illustrator und Maler
- Rumpel, Oskar (1872–1954), deutscher Sanitätsoffizier, Urologe und Hochschullehrer
- Rumpel, Theodor (1862–1923), deutscher Internist
- Rumpelmayer, Anton (1832–1914), österreichischer Konditor und k.u.k. Hoflieferant
- Rumpelmayer, Friedrich (1855–1916), österreichischer Architekt
- Rumpelmayer, Viktor (1830–1885), österreichischer Architekt
- Rumpelt, Anselm (1853–1916), deutscher Verwaltungsbeamter
- Rumpelt, Ferdinand (1820–1888), deutscher Theaterschauspieler und Autor
- Rumpelt, Hedwig (1861–1937), deutsche Architekturmalerin
- Rumpelt, Paul (1909–1961), deutscher Geheimdienstler, Leiter der Abteilung XIV des Ministeriums für Staatssicherheit
- Rumpeltin, Ernst-August (1904–1978), deutscher Zeitungsverleger
- Rumpf, Alexander (1928–1980), deutscher Dirigent
- Rumpf, Alexander (* 1958), deutscher Dirigent
- Rumpf, Andreas (1890–1966), deutscher Klassischer Archäologe
- Rumpf, Anton Karl (1838–1911), deutscher Bildhauer
- Rumpf, Barbara (* 1960), deutsche Bildhauerin
- Rumpf, Bernd (1947–2019), deutscher Schauspieler und Synchronsprecher
- Rumpf, Carl Ludwig (1811–1857), Landtagsabgeordneter Waldeck
- Rumpf, Christian (1580–1645), deutscher Mediziner und fürstlicher Leibarzt
- Rumpf, Christian (* 1954), deutscher Jurist, Rechtsanwalt, Hochschullehrer und Autor
- Rumpf, Ekkehard (* 1965), deutscher Politiker (FDP), MdHB
- Rumpf, Ella (* 1995), schweizerisch-französische SchauspielerinElla Rumpf (* 1995)

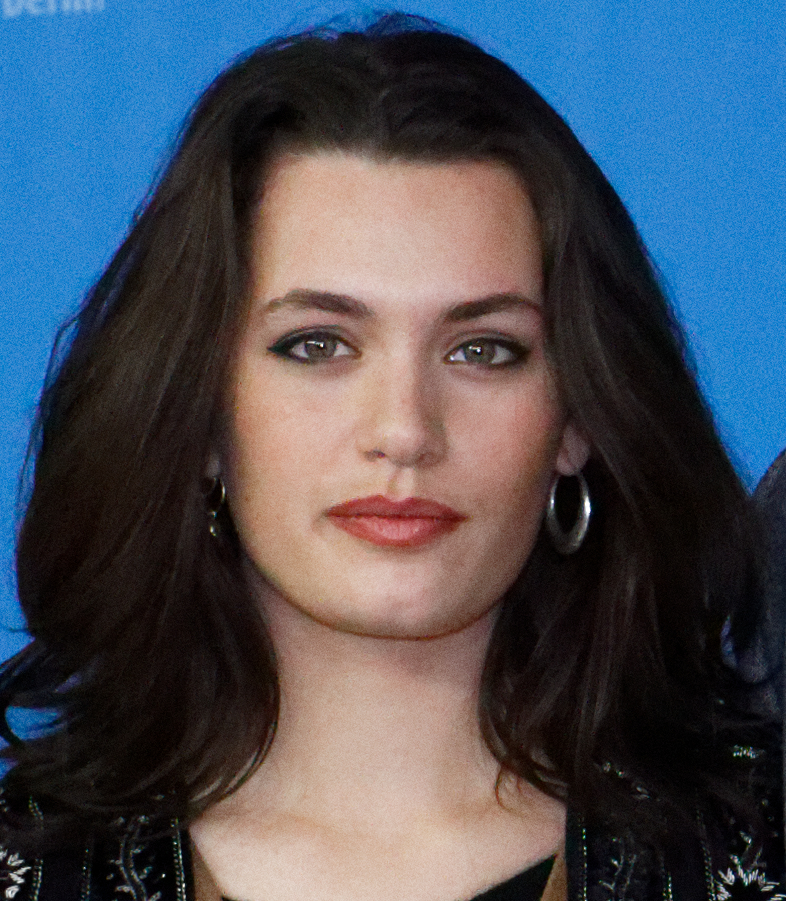
Ella Rumpf (* 1995)

- Rumpf, Emil (1860–1948), deutscher Maler und Illustrator
- Rumpf, Ernst Friedrich Felix (1764–1849), deutscher Apotheker und Chemiker
- Rumpf, Eva (* 1988), deutsche Keramikerin
- Rumpf, Ewald (* 1943), deutscher Psychologe, Bildhauer und Maler
- Rumpf, Friedrich (1795–1867), deutscher Architekt
- Rumpf, Friedrich Karl (1772–1824), deutscher Literaturwissenschaftler, Rhetoriker, evangelischer Theologe und Altphilologe
- Rumpf, Friedrich Karl Georg (1888–1949), deutscher Zeichner, Volkskundler und Japanologe
- Rumpf, Fritz (1856–1927), deutscher Maler, Kunstsammler und Schriftsteller
- Rumpf, Georg Eberhard (1627–1702), deutsch-niederländischer Kaufmann, Botaniker, Naturforscher und Forschungsreisender
- Rumpf, Gernot (1941–2025), deutscher Bildhauer und Medailleur
- Rumpf, Hanno (1958–2019), namibischer Politiker und Diplomat
- Rumpf, Hans (1888–1965), deutscher Brandingenieur und Feuerschutzinspektor sowie SS-Brigadeführer und Generalmajor der Polizei
- Rumpf, Hans (1911–1976), deutscher Verfahrenstechniker, Universitätsprofessor und Hochschulpolitiker
- Rumpf, Hermann (1875–1942), deutscher Jurist und Parlamentarier
- Rumpf, Horst (1930–2022), deutscher Pädagoge und Autor
- Rumpf, Inga (* 1946), deutsche Sängerin und Komponistin
- Rumpf, Jan-Luca (* 1999), deutscher Fußballspieler
- Rumpf, Johann (* 1950), österreichischer bildender KünstlerJohann Rumpf (* 1950)

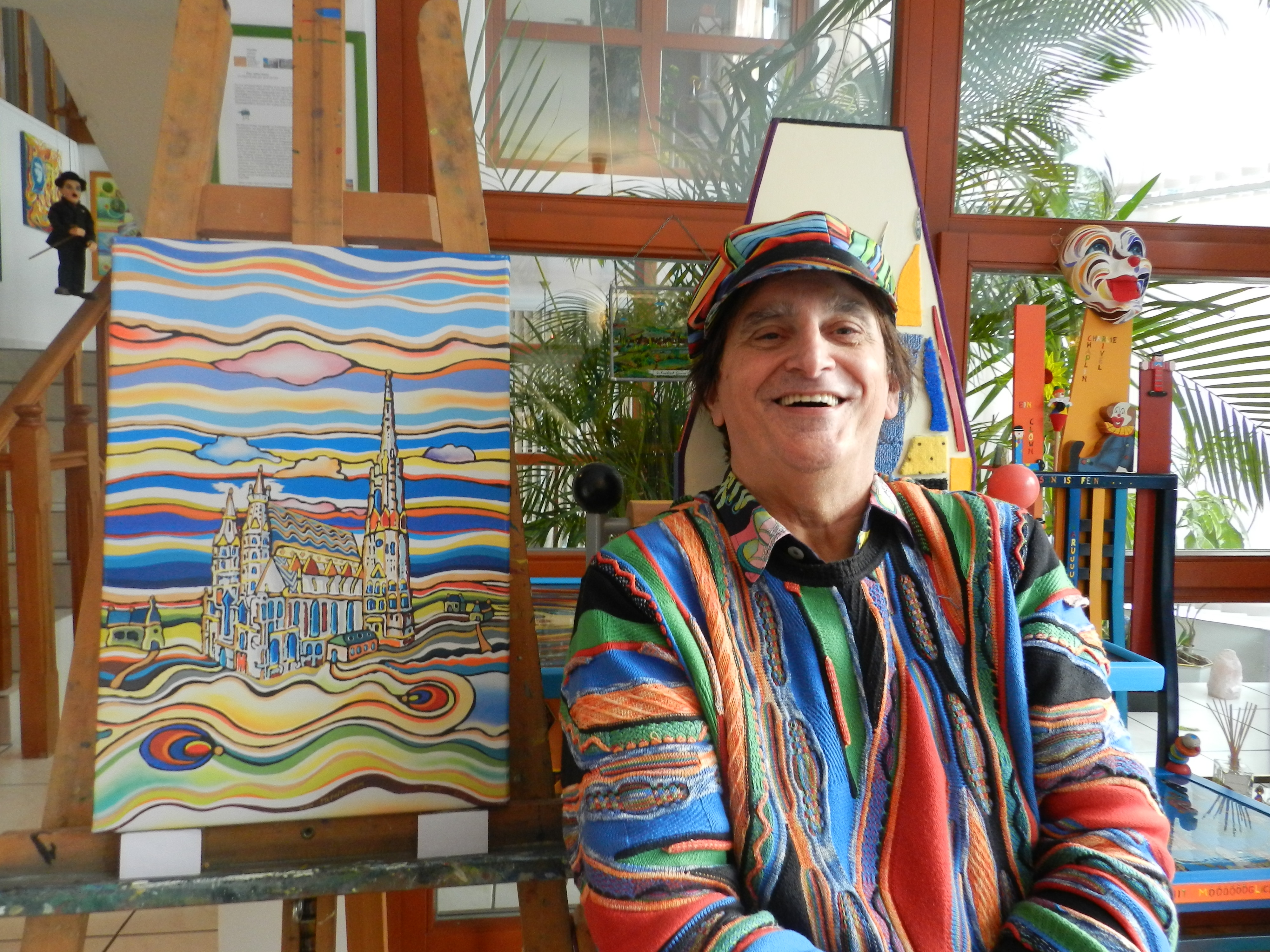
Johann Rumpf (* 1950)

- Rumpf, Johann Daniel Friedrich (1758–1838), deutscher Autor
- Rumpf, Josefine (1901–1983), deutsche Bibliothekarin
- Rumpf, Judith (* 1973), österreichische Schauspielerin
- Rumpf, Juliane (* 1956), deutsche Politikerin (CDU) und Agrarwissenschaftlerin
- Rumpf, Julius (1874–1948), deutscher Pfarrer
- Rumpf, Karl (1885–1968), deutscher Architekt
- Rumpf, Klaus, deutscher Schauspieler und Regisseur
- Rumpf, Lorenz, deutscher Altphilologe und Hochschullehrer
- Rumpf, Ludwig (1793–1862), deutscher Chemiker und Mineraloge
- Rumpf, Marianne (1921–1998), deutsche Volkskundlerin und Bibliothekarin
- Rumpf, Max (1878–1953), deutscher Soziologe
- Rumpf, Max (1906–1987), deutscher Jazz- und Unterhaltungsmusiker
- Rumpf, Odo (* 1961), deutscher BildhauerOdo Rumpf (* 1961)

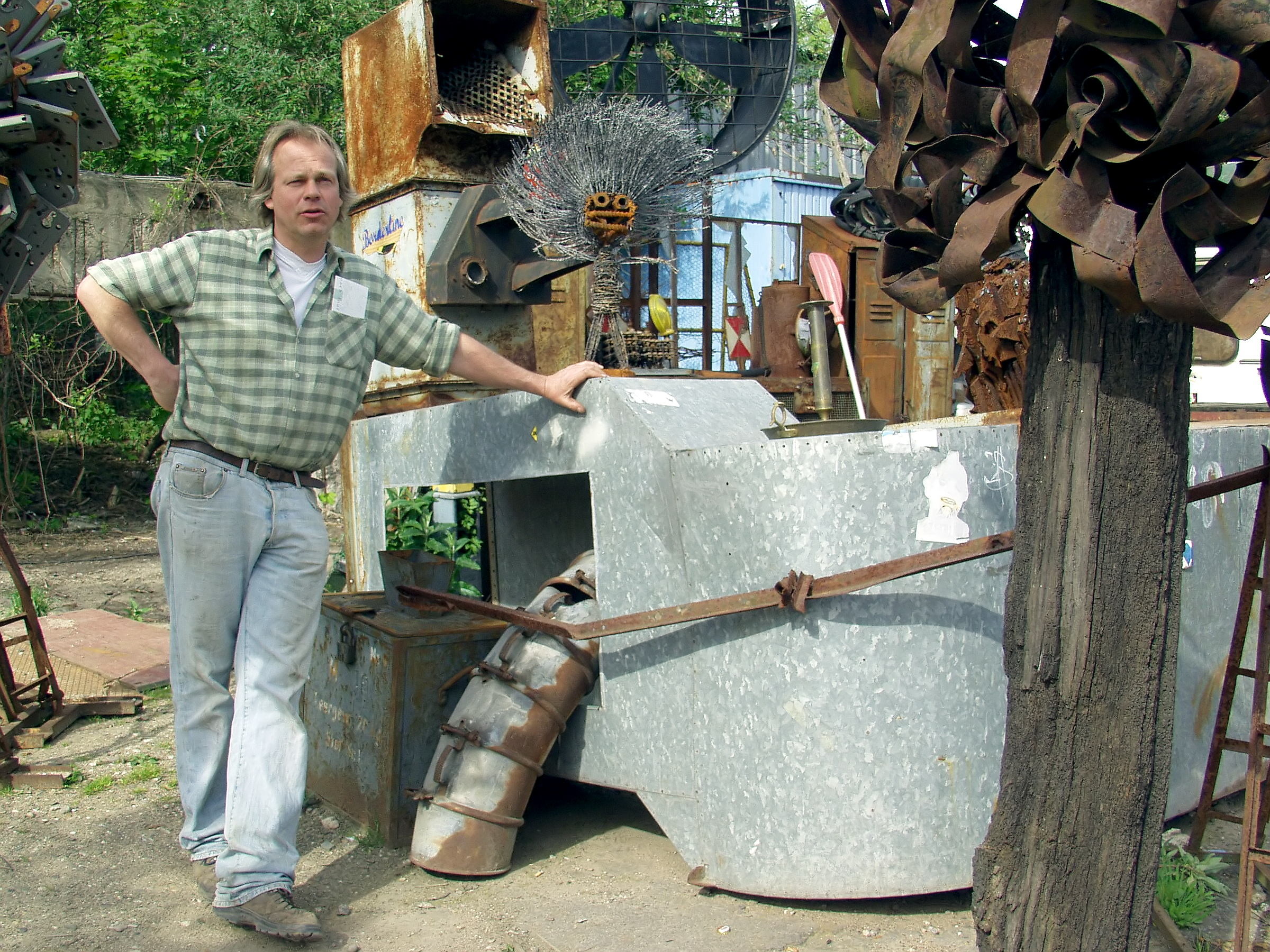
Odo Rumpf (* 1961)

- Rumpf, Otto (1902–1984), deutscher Bildhauer
- Rumpf, Paula (* 2003), deutsche Tennisspielerin
- Rumpf, Philipp (1821–1896), deutscher Maler und Radierer
- Rumpf, Sabine (* 1983), deutsche Leichtathletin
- Rumpf, Theodor (1851–1934), deutscher Internist, Neurologe und Hochschullehrer
- Rumpf, Willy (1903–1982), deutscher Politiker (KPD, SED), MdV und Minister für Finanzen der DDRWilly Rumpf (1903–1982)

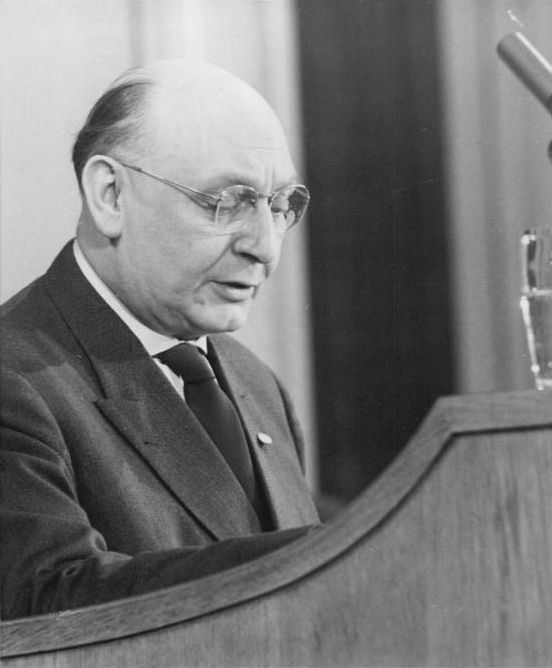
Willy Rumpf (1903–1982)

- Rumpf, Wolf (1536–1606), Obersthofkämmerer und Obersthofmeister Rudolf II.
- Rumpf, Wolfgang (1936–2006), deutscher Forstwirt und Politiker (FDP), MdB
- Rumpf, Wolfgang (* 1948), deutscher Theaterregisseur und Intendant
- Rumpff, Carl (1839–1889), deutscher Unternehmer, Teilhaber der Bayer AG und Berliner Mäzen
- Rumpff, Ludwig (1822–1885), preußischer Polizeirat und Kriminalkommissar
- Rumpff, Vincent (1701–1781), deutscher Jurist, Ratsherr und Bürgermeister von Hamburg
- Rumpff, Vincent (1789–1867), deutscher hamburgischer und hanseatischer Diplomat
- Rumpfhuber, Ingrid (* 1981), österreichische Skirennläuferin
- Rumphorst, Heinrich (* 1934), deutscher Musikwissenschaftler und Kirchenmusiker
- Rumpius, Daniel (* 1549), deutscher evangelischer Geistlicher und Kirchenliederdichter
- Rumpl, Manfred (* 1960), österreichischer Schriftsteller
- Rumple, John N. W. (1841–1903), US-amerikanischer Politiker
- Rumplecker, Christian (* 1950), deutscher Diplomat
- Rumpler, Angelus († 1513), deutscher, christlicher Gelehrter, Geschichtsschreiber und Abt
- Rümpler, Carl (* 1820), deutscher Buchhändler, Verleger und Redakteur
- Rumpler, Edmund (1872–1940), österreichischer Flugzeug- und Automobilkonstrukteur mit deutscher Staatsangehörigkeit (seit 1913)
- Rumpler, Franz (1848–1922), österreichischer Genremaler
- Rumpler, Helmut (1935–2018), österreichischer Historiker
- Rumpler, Israel († 1635), württembergischer Maler
- Rümpler, Karl Theodor (1817–1891), deutscher Gartenbauschriftsteller
- Rumpold, Achill (1974–2018), österreichischer Politiker (ÖVP)
- Rumpold, Gernot (* 1957), österreichischer Politiker (FPÖ), Mitglied des BundesratesGernot Rumpold (* 1957)

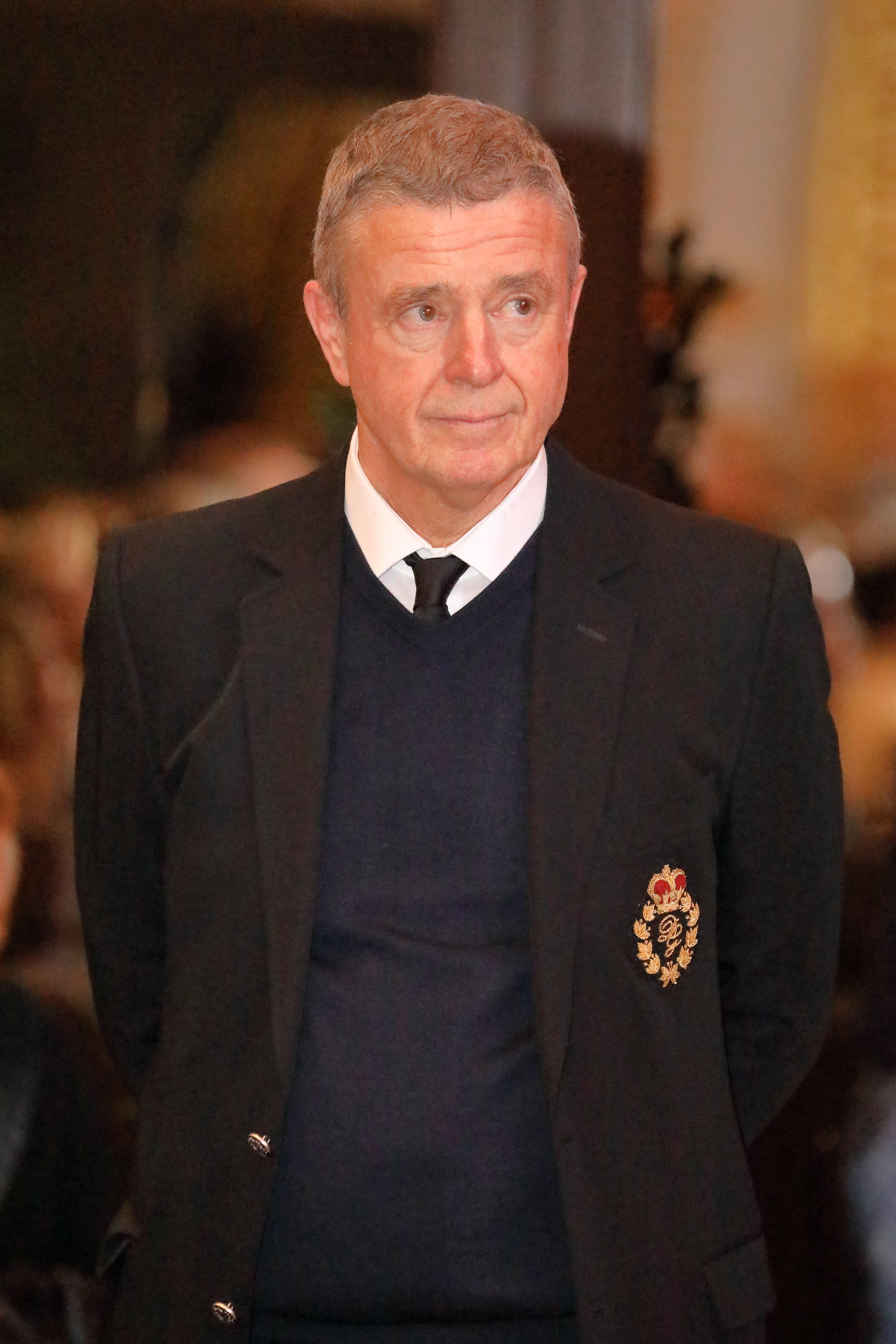
Gernot Rumpold (* 1957)

- Rumpold, René (* 1959), österreichischer Opernsänger (Tenor), Regisseur, Autor, Librettist und Pädagoge
- Rumpolt, Marx, Mundkoch des Mainzer Kurfürsten Daniel Brendel von Homburg und Kochbuchautor
- Rumpt, Annemarieke van (* 1980), niederländische Ruderin
- Rumpunen, Ossi (* 1989), finnischer Volleyballspieler
- Rumpunen, Tomi (* 1987), finnischer Volleyballspieler

### Rumr
- Rumrich, Jürgen (* 1968), deutscher Eishockeyspieler
- Rumrich, Michael (* 1965), deutscher Eishockeyspieler

### Rums
- Rumšas, Donatas (* 1988), litauischer Fußballschiedsrichter
- Rumšas, Raimondas (* 1972), litauischer Radrennfahrer
- Rumsch, Philipp (* 1994), deutscher Jazzmusiker
- Rumscheid, Frank (* 1960), deutscher Klassischer Archäologe
- Rumschöttel, Franz Heinrich (1795–1853), preußischer Landrat des Kreises Prüm (1834–1835) und des Kreises Gladbach (1850–1853)
- Rumschöttel, Hermann (1844–1918), deutscher Eisenbahningenieur und Kontraktausländer in Meiji-Japan
- Rumschöttel, Hermann (1858–1944), deutscher General der Artillerie der Reichswehr
- Rumschöttel, Hermann (* 1941), deutscher Archivar und Historiker
- Rumschöttel, Johanna (* 1946), bayerische Kommunalpolitikerin (SPD)
- Rumschöttel, Karl Heinrich (1818–1871), Bürgermeister
- Rumschöttel, Karl Hermann (1820–1885), deutscher Verwaltungsbeamter und Landrat
- Rumsey, Benjamin (1734–1808), US-amerikanischer Jurist und Politiker
- Rumsey, Charles Cary (1879–1922), US-amerikanischer Bildhauer
- Rumsey, David (1810–1883), US-amerikanischer Rechtsanwalt, Richter und Politiker
- Rumsey, David (* 1944), amerikanischer Kartensammler
- Rumsey, Edward (1796–1868), US-amerikanischer Politiker
- Rumsey, Edward (1824–1909), britischer Architekt
- Rumsey, Howard (1917–2015), US-amerikanischer Jazz-Bassist und Bandleader
- Rumsey, James (1743–1792), US-amerikanischer Ingenieur und Erfinder
- Rumsey, Julian Sidney (1823–1886), US-amerikanischer Politiker
- Rumsey, Tim (* 1977), US-amerikanischer Komponist, Musikpädagoge und Musikverleger
- Rumsfeld, Donald (1932–2021), US-amerikanischer Politiker, Verteidigungsminister der USADonald Rumsfeld (1932–2021)

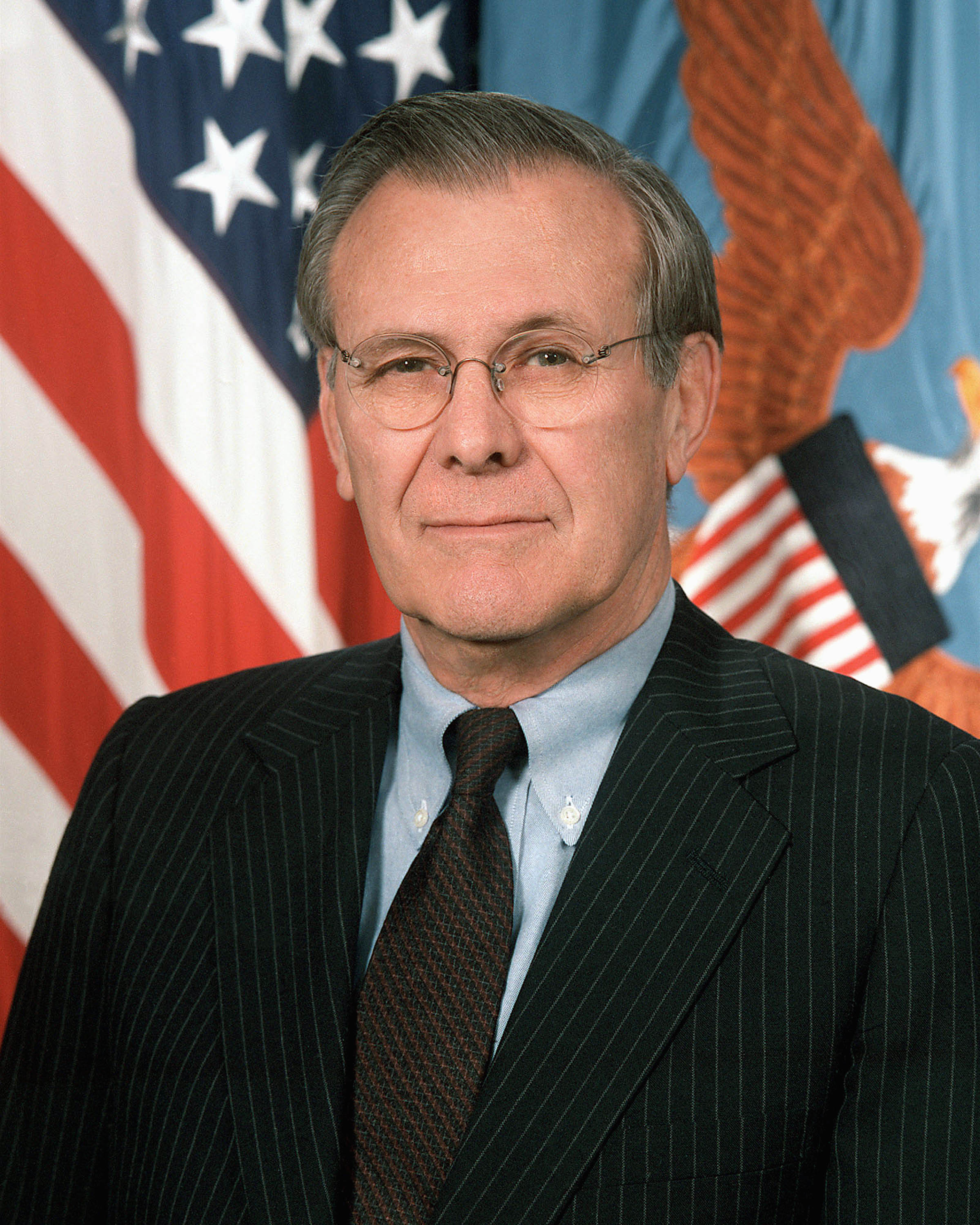
Donald Rumsfeld (1932–2021)

- Rumsfeld, Erika (1919–1998), deutsche Schauspielerin und Hörspielsprecherin
- Rumskas, Danius, litauischer Manager und ehemaliger Politiker, Vizeminister
- Rumstadt, Joachim (* 1965), deutscher Manager
- Rumstedt, Horst (1921–1986), deutscher Kunstmaler, Bildhauer und Dichter
- Rumstig, Dieter (1928–2017), deutscher Gitarrist und Musikdramaturg
- Rumswinkel, Sandra (* 1977), deutsche Eishockeyspielerin

### Rumt
- Rumt, Hendrika van (1897–1985), niederländische Turnerin

### Rumy
- Rumy, Farah (* 1991), Schweizer Politikerin (SP)
- Rumynin, Wjatscheslaw Genijewitsch (* 1951), russischer Geologe und Hochschullehrer